# Funky Drummer
Funky Drummer è un brano musicale scritto ed eseguito da James Brown. Venne pubblicato in due parti su singolo nel marzo 1970, ed è considerato un brano di importanza seminale per lo sviluppo del genere funk e Hip hop. La parte di batteria, suonata da Clyde Stubblefield, è una delle più campionate nella storia del rap.

## Il brano
La canzone venne incisa in studio il 20 novembre 1969 a Cincinnati (Ohio). Pubblicata su singolo dalla King Records nel marzo 1970, raggiunse la posizione numero 20 nella classifica R&B e la 51 nella Billboard Hot 100, e non venne pubblicata su album fino al 1986 quando fu inclusa nella compilation In the Jungle Groove.
Il pezzo prese forma da un'estesa jam session nella quale la band stava improvvisando con diversi strumenti. Gli interventi vocali di Brown in Funky Drummer sono sporadici e declamatori, trattandosi in gran parte di incoraggiamenti ai vari musicisti, come la celebre introduzione all'assolo di batteria di Stubblefield: «You don't have to do no soloing, brother, just keep what you got... Don't turn it loose, 'cause it's a mother».

## Adattamenti moderni
Sin dai primi anni ottanta, la parte di batteria in Funky Drummer è stata tra le più campionate nella storia della musica tanto da diventare una sorta di cliché musicale. Riscoperta da Hank Shocklee dei The Bomb Squad mentre stavano creando dei missaggi per dei pezzi dei Public Enemy nei primi ottanta, è stata utilizzata da moltissimi gruppi hip hop e rapper, inclusi Run-D.M.C., N.W.A, Dr. Dre, Raekwon, LL Cool J, The Beastie Boys e Boogie Down Productions.

## Tracce singolo
King Records 6290
1. Funky Drummer - Part 1 – 2:35
2. Funky Drummer - Part 2 – 2:55

## Formazione
- James Brown – voce, organo

The James Brown Orchestra
- Richard "Kush" Griffith – tromba
- Joe Davis – tromba
- Fred Wesley – trombone
- Maceo Parker – sax tenore
- Eldee Williams – sax tenore
- St. Clair Pinckney - sax baritono
- Jimmy Nolen – chitarra elettrica
- Alphonso "Country" Kellum – chitarra
- Charles Sherrell – basso
- Clyde Stubblefield – batteria[3]

## Curiosità
- "The Funky Drummer" è anche il soprannome del batterista Clyde Stubblefield, che pubblicò gli album Revenge of the Funky Drummer (1997) e The Original Funky Drummer Breakbeat Album (2002) capitalizzando sulla fama della parte di batteria da lui eseguita nel pezzo di James Brown.[4]